# Coleocacamus labialveus
Coleocacamus labialveus är en mångfotingart som beskrevs av Vohland 1998. Coleocacamus labialveus ingår i släktet Coleocacamus och familjen Aphelidesmidae. Inga underarter finns listade i Catalogue of Life.